# Parlamentsvalget i Ungarn 1998
Parlamentsvalget i Ungarn i 1998 førte til at de to regeringspartier, MSzP og SzDSz, mistede magten. Samtidig opnåede Viktor Orbáns højreorienterede parti Fidesz en kraftig fremgang. Valget førte desuden til et gennembrud for det yderligtgående MIEP. Efter valget dannede Fidesz, FKgP og MDF en koalitionsregering med Orbán som statsminister.

## Valgresultat
| Parti  | Stemmer i % | Mandater | Mandater i % |
| ------ | ----------- | -------- | ------------ |
| MSzP   | 32,9        | 134      | 34,7         |
| SzDSz  | 7,6         | 24       | 6,2          |
| Fidesz | 29,5        | 148      | 38,3         |
| KDNP   | 2,3         | o        | 0,0          |
| MDF    | 2,8         | 17       | 4,4          |
| FKgP   | 13,2        | 48       | 12,4         |
| MIEP   | 5,5         | 14       | 3,6          |
| andre  | 6,3         | 1        | 0,3          |

Kilde: Sitter, Nick: "Ungarn – stabilisering gjennom konkurranse", i Elisabeth Bakke (red): Sentral-Europa og Baltikum etter 1989 (2. utg.), Samlaget, 2006, 280 s. ISBN 82-521-6786-1.